# 牧昌見
牧 昌見（まき まさみ、1935年10月29日 - 2009年9月8日）は、学校経営学・教育行政学者。国立教育政策研究所名誉所員。

## 来歴
宮城県白石市出身。1958年東北大学教育学部卒、67年同大学院教育行政学専攻博士課程修了、「教員資格制度の発達に関する研究」で教育学博士。1963年東北大学教育学部助手、1967年国立教育研究所研究員、74年同研究室長、90年研究部長、その後、同研究所次長を経て退官。1996年聖徳大学児童学部教授。国立教育政策研究所名誉所員。晩年は、政策研究大学院大学の講師も務め、病魔に冒されながらも、2009年8月の集中講義を終えて、同年9月に逝去。
研究姿勢はあくまでも学校や教育委員会の現場に根付いたもので、全国の多くの教育長や学校管理職、教育センター職員から親しまれ、特に川崎市の学校管理職と共に学校経営診断カードの作成を試みたことで広く知られる。著書等の多くは学校経営に関するもので、学校現場の指針になるものや学校管理職等との共編・共著が目立つことからも現場重視の姿勢が読み取れる。比較研究ではアメリカの教員制度に関する論考を数多く発表してきた。また、日本教育経営学会編集委員長、会長も務めるなど学術的な貢献は極めて大きい。

## 著書
- 『日本教員資格制度史研究』風間書房 1971
- 『演習・学校の組織と運営』教育開発研究所 教職演習シリーズ 1974
- 『学校経営と教頭の役割』ぎょうせい 1975
- 『学校主任職論 望ましい位置と機能』明治図書出版 学校運営研究全書 1976
- 『学校経営と校長の役割』ぎょうせい 1981
- 『教師の勘違い・タブー』第一法規出版 教師のためのベストライブラリー 1981
- 『学校経営の基礎・基本』教育開発研究所 1998
- 『要説教育の基礎・基本 教育原理 過去を知り現代を問い将来を展望する』樹村房 2007

### 共編著
- 『学校運営トラブル処理事例解説集』下村哲夫共編 第一法規出版 1976-
- 『教師になるまで 教員採用試験必携』市川昭午,下村哲夫共編著 明治図書出版 教職入門シリーズ 1976
- 『教職を志す人のために これからの学校と教師』市川昭午,下村哲夫共編著 明治図書出版 教職入門シリーズ 1976
- 『よりよい教師になるために 新任教員の手引き』市川昭午,下村哲夫共編著 明治図書出版 教職入門シリーズ 1976
- 『教員研修の総合的研究』編著 ぎょうせい 1982
- 『学校用語辞典』池沢正夫共編 ぎょうせい 1985
- 『学校経営事務全書』全6巻 編者代表 第一法規出版 1986
- 『学校改善実践全集 14 後輩を育てる管理職』編著 ぎょうせい 1986
- 『学校経営診断マニュアル 新しい手法の開発と効果的な使い方』編著 教育開発研究所 1986
- 『新採用～5年の教師の実務』編 樹村房 1986
- 『学校改善実践全集 13 教育実践に生きる経営診断』編著 ぎょうせい 1987
- 『学校管理職の研修課題 管理職は何を勉強したらよいか』編著 ぎょうせい 1990
- 『学校経営問題解決シリーズ』全5巻 編者代表  第一法規出版 1990
- 『30代教師の自己啓発・研修 30代教師は何を勉強したらよいか』牧田章共編著 ぎょうせい シリーズ教師の自己啓発・研修 1990
- 『40代教師の自己啓発・研修 40代教師は何を勉強したらよいか』大久保了平共編著 ぎょうせい シリーズ教師の自己啓発・研修 1990
- 『20代教師の自己啓発・研修 20代教師は何を勉強したらよいか』阿部慎二,佐藤全共編著 ぎょうせい シリーズ教師の自己啓発・研修 1990
- 『日本の教育 第4巻 学校改善と教職の未来』佐藤全共編著 教育開発研究所 1990
- 『学校改善と校長のリーダーシップ 20事例とその分析』編 第一法規出版 1991
- 『学校の危機管理』木暮和夫,家田哲夫共編著 ぎょうせい 1991
- 『教育原理の研究 教職に関する科目』編著 ぎょうせい 1992
- 『新学校用語辞典』編 ぎょうせい 1993
- 『管理職のための教職員育成事例集』編集代表 第一法規出版 1994.4-
- 『学校改善を深める経営診断』田島惟克,高橋静男共編 東洋館出版社 シリーズ『学校改善とスクールリーダー』 学校改善を促すスクールリーダー 1994
- 『カウンセリングの実際…学習・生活不適応』高階玲治共編 学習研究社 普及版学校カウンセリング実践講座 1996
- 『学校生活不適応の発見・予防と援助・指導』高階玲治共編 学習研究社 普及版学校カウンセリング実践講座 1996
- 『学校経営の総点検』大久保了平、家田哲夫共編著 ぎょうせい 1996
- 『教職員のメンタルヘルス カウンセリング情報総覧/総索引』高田公子共編 学習研究社 普及版学校カウンセリング実践講座 1996
- 『現代小学校経営事典』牧田章,下村哲夫,家田哲夫共編　ぎょうせい 1996
- 『"国際理解教育"問題解決シリーズ』全6巻　武田晋一、牧田章、家田哲夫、多田孝志、吉田茂穂、菊池武熙共編 東洋館出版社 1997
- 『講座学校の危機管理』編著 学事出版 2000
- 『学校改善の実践と課題 学校経営診断カードの活用』編著 教育開発研究所 2008

### 翻訳
- S.ヒルサム,B.S.ケーン著 イギリス国立教育研究所編『教師の一日』監訳 ぎょうせい 1988

### 記念論文集
- 『学校改善の課題 牧昌見先生還暦記念論文集』還暦記念論文集刊行委員会 1995

## 論文
- Cinii

## 注
1. ↑  日本教育経営学会紀要：2010
2. ↑  『現代日本人名録』
3. ↑  研究者情報